# L'Homme à trois mains
L'Homme à trois mains est le sixième album du chanteur Philippe Katerine publié d'abord seul en 1999 puis avec le précédent album intitulé Les Créatures. Les deux disques vendus ensemble constituent bel et bien deux œuvres distinctes. Toutefois, les deux pochettes sont complémentaires et révèlent une fois assemblées le portrait en pied du chanteur. L'Homme à trois mains est le dernier album minimaliste pour lequel Philippe Katerine a travaillé tout seul (auteur-compositeur-interprète) en enregistrant sa musique chez lui plutôt que dans un studio. Il l'a également auto-produit. L'album se distingue par un certain nombre de collages audio mêlant musique, chant, déclamation de textes, effets sonores et extraits de conversations.

## Liste de titres de l'album
| No  | Titre                           | Durée |
| --- | ------------------------------- | ----- |
| 1.  | Monsieur Patrick                |       |
| 2.  | Gare Montparnasse               |       |
| 3.  | Le Simplet                      |       |
| 4.  | Nous rions                      |       |
| 5.  | C.I.A. 76                       |       |
| 6.  | Ma langue au chat               |       |
| 7.  | Combien d'hommes ?              |       |
| 8.  | Créatures                       |       |
| 9.  | Le Bonheur                      |       |
| 10. | Une fanfare de 400 sexagénaires |       |
| 11. | Le Pyjama de soie               |       |
| 12. | Petit Philippe                  |       |
| 13. | Moi-même                        |       |
| 14. | Au téléphone                    |       |